# The Slip
The Slip (Halo 27) to siódmy studyjny album Nine Inch Nails wydany 5 maja 2008 w postaci plików do ściągnięcia z oficjalnej strony NIN. Wcześniej zaprezentowany został singiel "Discipline", również dostępny jako plik MP3 za darmo na oficjalnej stronie, i utwór "Echoplex", dostępny na stronie iLike. Tagi ID3 plików MP3 odsyłały słuchaczy do odwiedzenia strony nin.com 5 maja. W tym dniu znalazła się tam podstrona, z której można było bez opłat ściągnąć album w postaci plików MP3, a także formatach bezstratnych (FLAC, M4A, WAV) i pliki torrent, opatrzone komentarzem Reznora ("thank you for your continued and loyal support over the years - this one's on me").
Podobnie jak wcześniejsze wydawnictwo Nine Inch Nails, Ghosts I-IV, The Slip został wydany na licencji Creative Commons attribution-noncommercial share alike. Według nin.com, kopie CD albumu trafią do sprzedaży około czerwca 2008.

## Spis utworów
1. "999,999" – 1:25
2. "1,000,000" – 3:56
3. "Letting You" – 3:49
4. "Discipline" – 4:19
5. "Echoplex" – 4:45
6. "Head Down" – 4:55
7. "Lights in the Sky" – 3:29
8. "Corona Radiata" – 7:33
9. "The Four of Us are Dying" – 4:37
10. "Demon Seed" – 4:59

## Twórcy
- Nagrany przez: Trent Reznor, Josh Freese, Robin Finck, Alessandro Cortini
- Produkcja: Trent Reznor, Atticus Ross, Alan Moulder
- Mix: Alan Moulder
- Programming: Atticus Ross
- Inżynier dźwięku: Michael Tuller, Atticus Ross, Alan Moulder
- Mastering: Brian Gardner

## Powiązania z Year Zero
Pozostaje niejasne w jakim stopniu, jeśli w ogóle, The Slip jest powiązane z historią przedstawioną w Year Zero. Poza logiem Art Is Resistance w artworku "Letting You", nie ma żadnych bezpośrednich odniesień do postaci lub wydarzeń w Year Zero. Wiele utworów posiada wspólne motywy: nadużywanie władzy ("Letting You"), awatar destrukcji ("Demon Seed"), poddanie się naczelnictwu ("Head Down"), uwięzienie ("Echoplex") i występowanie żyjących bytów w niebie ("Lights In The Sky"). Jednak inne utwory, jak "1,000,000" i "Discipline", wydają się nie mieć żadnego związku z powyższymi i poruszają bardziej "tradycyjne" dla Nine Inch Nails tematy - problemy natury osobistej. Jakkolwiek, jeśli dogłębniej zbadać teksty w odniesieniu do Year Zero, można zauważyć, że "1,000,000" mógłby opowiadać o ucieczce od władzy po popełnieniu wykroczenia przeciwko totalitarnemu rządowi, "Discipline" o żołnierzu albo obywatelu starającym się "trzymać w linii" i nie zostać złapanym.